# Lareiga orichalcum
Lareiga orichalcum là một loài tò vò trong họ Ichneumonidae.